# Amagat (unité)
Pour les articles homonymes, voir Amagat.
L'amagat est une unité de mesure, soit de la densité numérique d'un fluide, soit de son volume moléculaire. Le contexte indique généralement si l'on parle de l'amagat-densité ou de l'amagat-volume.
L'amagat a été nommé en l'honneur du physicien français Émile Amagat (1841-1915), qui a beaucoup contribué à la connaissance des gaz sous forte pression. L'amagat n'a pas de symbole officiel mais peut être symbolisé en « amg ».

## L'amagat-densité
L'amagat est la densité numérique d'un gaz parfait dans les conditions standard (T0 = 0 °C = 273,15 K, P0 = 1 atm = 101 325 Pa).
La loi des gaz parfaits P V = N kBT (P : pression, V : volume, N : nombre de molécules, kB : constante de Boltzmann, T : température), qu'on peut écrire N/V = P/kBT, permet d'exprimer l'amagat en unités SI : 1 amg = P0/kBT0 = 2,686 780 5×1025 m-3. En divisant par le nombre d'Avogadro, on obtient : 1 amg = 44,615 036 mol·m-3.

## L'amagat-volume
L'amagat est le volume moléculaire d'un gaz parfait dans les conditions standard. Comme ci-dessus, il vient, pour un gaz parfait, V/N = kBT/P donc : 1 amg = kBT0/P0 = 3,721 926 7×10-26 m3. En multipliant par le nombre d'Avogadro, on obtient : 1 amg = 0,022 413 96 m3·mol-1 ≈ 22,4 L·mol-1 (l'amagat peut donc aussi servir d'unité de volume molaire).
On aura remarqué que l'amagat-densité et l'amagat-volume sont inverses l'un de l'autre.